# Paracilicaea hanseni
Paracilicaea hanseni is een pissebed uit de familie Sphaeromatidae. De wetenschappelijke naam van de soort en het geslacht Paracilicaea is voor het eerst geldig gepubliceerd in 1910 door Thomas Roscoe Rede Stebbing. Een enkel specimen van de soort werd verzameld door Cyril Crossland in 1901 in Zanzibar. De soort is vernoemd naar de Deen Hans Jacob Hansen, die een belangrijk werk schreef over de familie waartoe deze soort behoort.